# Tamara de Lempicka
Tamara de Lempicka o Tamara Lempicka (pronunciat Lempitsca), nascuda amb el nom de Maria Górska (Varsòvia, 16 de maig del 1898 - Cuernavaca, 18 de març del 1980), va ser una pintora polonesa que destacà per la bellesa dels seus retrats femenins i dels nus, d'estil art déco.
Va néixer a un entorn familiar de luxes i abundància i va ser educada en un entorn femení per la seva àvia, la seva mare i la seva tia. Va viatjar, va rebre lliçons d'art, va aprendre idiomes i bones maneres. En casar-se, es va traslladar a París.
Des de les seves primeres obres Tamara de Lempicka va buscar representar la figura humana. Al respecte, Germain Bazin va comentar: "Un quadre de Lempicka es representa en general com un baix relleu d'una sola figura de volums poderosos que omple tot el camp del llenç, fins al punt que, sovint, la part superior del cap queda tallada per la vora superior"
Durant els anys vint, de Lempicka va assistir a classes amb Maurice Denis a l'Académie Ranson i posteriorment va ser deixebla de André Lhote a l'Académie de la Grande Chaumière. 
Tamara va ser "la primera artista dona a ser una estrella del glamour". Influenciada pel cubisme, Lempicka va ser una de les representants més importants de l'estil Art Déco a dos continents, va ser l'artista favorita de moltes estrelles de Hollywood i anomenada "la baronesa amb pinzell".
Va ser la retratista més reconeguda de la seva generació entre "l'alta burgesia" i la aristocràcia, pintant duquesses, grans ducs i les altes esferes socials. A través de la seva xarxa d'amistats, fou capaç d'exposar les seves pintures als salons de major elit del moment.

## Biografia
Va néixer en el si d'una família acabalada i, des de petita, va ser una nena autoritària i amb caràcter. El 1910, pinta el seu primer treball, el retrat de la seva germana. El 1911 fa, amb la seva àvia, un viatge a Itàlia, on descobreix la passió per l'art.
El 1916, es casa a Sant Petersburg amb l'advocat polonès Tadeusz Łempicki, amb qui porta una vida luxosa fins que esclata la Revolució d'Octubre. Tadeusz és empresonat, però ella el treu de la presó i es traslladen a Copenhaguen.
El 1923, es muden a París, on neix la seva filla Kizette. Tamara de Lempicka fa classes de pintura amb André Lhote. Més tard, exposarà el seu característic estil art déco en diverses galeries de París, com ara la Colette Weill. El 1925, té lloc la primera exposició d'art déco a París i ella s'hi fa un nom com a artista. Més tard, viatjarà amb la seva filla a Itàlia per admirar de nou l'art italià. El 1927, el seu quadre Kizette al balcó obté el primer premi de l'Exposició Internacional de Bordeus.
El 1929, es divorcia de Tadeusz i coneix el baró Raoul Kuffner, un col·leccionista de la seva obra. Al seu costat, viatja als Estats Units d'Amèrica. Allà accepta casar-se amb ell, tot i que no oculta la seva orientació bisexual. Es fa famosa entre la burgesia novaiorquesa i exposa en diverses galeries nord-americanes i europees. El 1933, és temporalment a Chicago, on treballa amb Willem de Kooning i Georgia O'Keeffe. El 1938 s'estableix a Beverly Hills.
El 1941, Kizette se'n va a viure amb la seva mare. El 1960, de Lempicka canvia d'estil i passa a fer abstracció. El 1962 el baró es mor.
El 18 de març del 1980, Tamara de Lempicka mor a Cuernavaca (Mèxic). Kizette fa realitat la voluntat de la seva mare i, acompanyada de l'escultor mexicà Víctor Manuel Contreras (hereu de gran quantitat d'obres de la pintora), puja en un helicòpter i llança les cendres de Tamara dins el cràter del volcà Popocatépetl.
Tamara de Lempicka recorda, en el seu autoretrat del 1929, Tamara en Bugatti verd, la tràgica mort de la ballarina nord-americana Isadora Duncan, que morí estrangulada el 1927, quan el xal se li enredà en una de les rodes posteriors del seu Bugatti.

## Obra
La seva producció se centra en retrats femenins i en nus d'ambdós sexes. Seguint la tendència de la pintura art déco, pinta dones etèries, amb vestits vaporosos i dits llargs, tot i que fan una impressió fèrria i escultural per la pinzellada polida i els contrastos marcats de llums i ombres. Són els seus millores exemples, juntament amb els nus. Les seves principals influències són Botticelli, Bronzino, el retrat manierista en general i el cubisme, però sense arribar a l'art abstracte. Curiosament, Tamara emprava aquest eclecticisme o fusió d'estils antics per representar temes actuals, en què les figures porten roba i pentinats d'última moda.
Encara que les imatges més populars del seu art són nus, també va retratar la seva filla en diverses ocasions i persones relacionades amb la burgesia artística de París i Nova York. També va realitzar quadres de flors.
La seva estètica ha atret estrelles de l'espectacle com Barbra Streisand, Jack Nicholson i Madonna, de qui es diu que col·leccionen les seves pintures. Madonna es va inspirar en aquesta pintora per al seu vídeo musical Vogue, el 1990. També apareix un quadre de Tamara a l'Open Your Heart, de la mateixa cantant.
El 1990 Pablo Sodos estrena a Argentina TAMARA (The Living Movie), que recrea de forma teatral la visita de la pintora a Il Vittoriale degli Italiani, casa del poeta Gabriele d'Annunzio.